# Tredicesimo Dottore
Il Tredicesimo Dottore (Thirteenth Doctor) è un personaggio immaginario interpretato dall'attrice inglese Jodie Whittaker, prima donna a ricoprirne il ruolo. Nella serie, il Dottore è un alieno umanoide che viaggia nel tempo, Signore del Tempo del pianeta Gallifrey. Per ovviare al problema del cambio dell'attore protagonista, la serie ha introdotto l'espediente narrativo della rigenerazione: quando i Signori del Tempo sono gravemente feriti, guariscono ottenendo un nuovo aspetto fisico e una distinta personalità.
La prima apparizione di Whittaker nel ruolo del Tredicesimo Dottore avviene nello speciale natalizio del 2017 C'era due volte.

## Casting

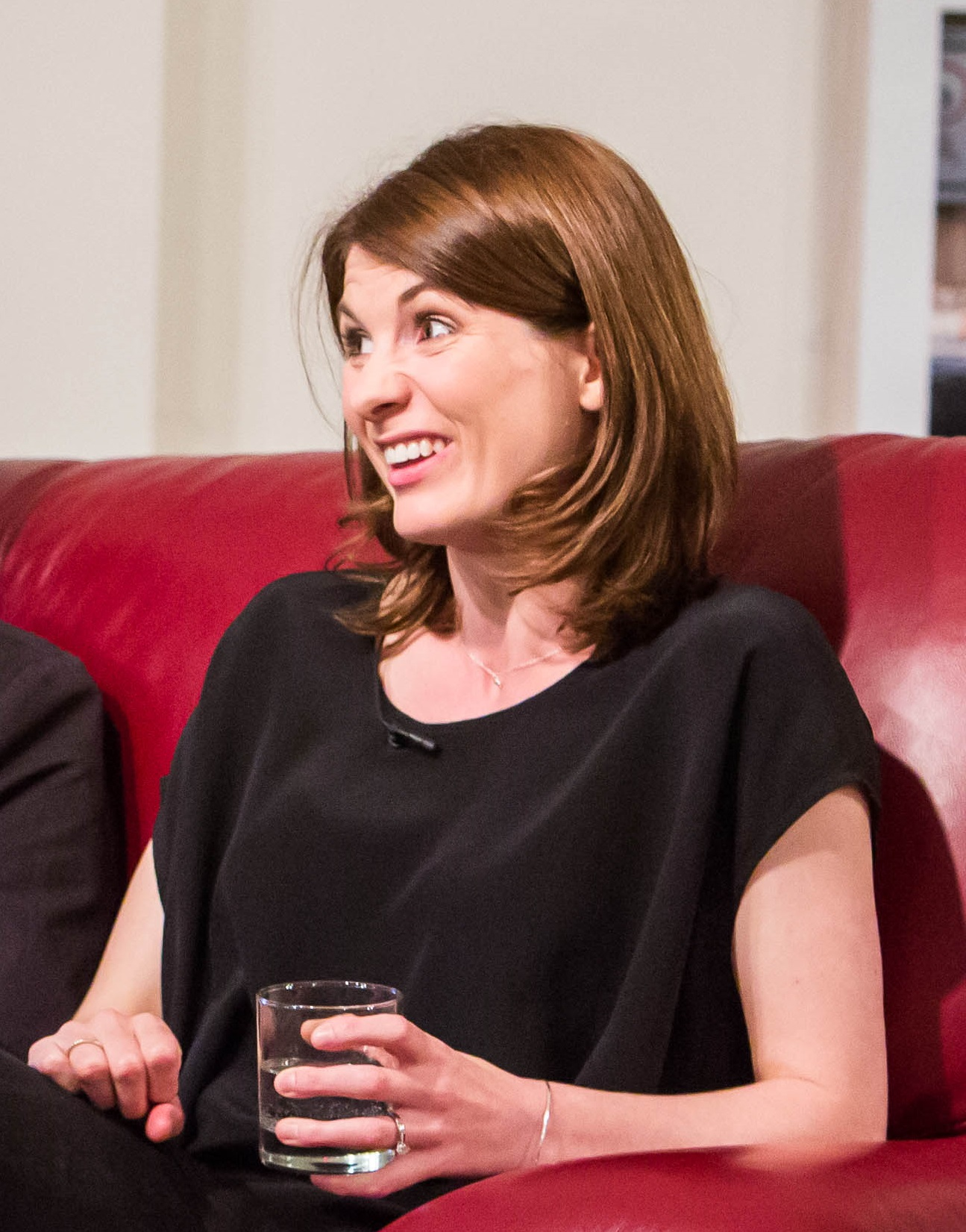
Jodie Whittaker è la prima donna a interpretare il ruolo del Dottore

A gennaio 2016, lo showrunner Steven Moffat ha annunciato che avrebbe lasciato la serie dopo la decima stagione, sostituito da Chris Chibnall. Un anno dopo, Peter Capaldi ha confermato che la decima stagione sarebbe stata l'ultima anche per lui. A seguito di questa notizia, diversi media e bookmaker hanno speculato su chi avrebbe sostituito Capaldi come Tredicesimo Dottore. Tra i favoriti vi erano Ben Whishaw, Phoebe Waller-Bridge, Kris Marshall, e Tilda Swinton.

### Casting di una donna
Il concetto di un Dottore donna appare per la prima volta nel 1981, quando Tom Baker, dopo aver annunciato la fine del suo ruolo di Quarto Dottore, suggerì che il suo successore avrebbe potuto essere una donna. Successivamente, anche il produttore John Nathan-Turner ha parlato di questa possibilità in occasione della scelta del Sesto Dottore, dichiarando che sebbene fosse fattibile, non era qualcosa che stava considerando in quel momento. Nell'ottobre 1986, durante la stagione finale di Colin Baker come Sesto Dottore, il creatore della serie Sydney Newman scrisse a Michael Grade della BBC, suggerendo che prima o poi il Dottore avrebbe dovuto trasformarsi in una donna. L'attrice Joanna Lumley ha interpretato il Tredicesimo Dottore nell'episodio satirico del 1999 The Curse of Fatal Death. Anche Arabella Weir ha interpretato un Terzo Dottore alternativo nell'episodio Exile dell'audiodramma Doctor Who Unbound di Big Finish. Tali apparizioni non sono però in genere considerate come parte della continuity della serie. Erano state prese in considerazione diverse donne per il ruolo del Nono Dottore in occasione del ritorno della serie nel 2005 e, anni dopo, anche per il Dodicesimo.
Il concetto di cambio di genere dei Signori del Tempo a seguito di una rigenerazione è stato esplorato da Moffat durante il suo ruolo di showrunner. Nell'episodio del 2011 La moglie del Dottore, il Dottore si ricorda di un suo conoscente Signore del Tempo, il Corsaro, che aveva avuto almeno due incarnazioni femminili. Nel mini episodio del 2013 La notte del Dottore, la Sorellanza di Karn dà all'Ottavo Dottore (Paul McGann) la facoltà di scegliere le caratteristiche della sua inevitabile rigenerazione, e uomo o donna sono tra le possibilità. La prima scena di una rigenerazione in cui avviene un cambio di sesso avviene nell'episodio del 2015 Piegato dall'Inferno, in cui il generale di Gallifrey (Ken Bones) si rigenera in una donna (T'Nia Miller), e afferma che la sua precedente incarnazione era l'unica volta in cui era stata un uomo.
Uno dei più famosi Signori del Tempo ad apparire in entrambe le forme maschili e femminili è la nemesi del Dottore, Il Maestro, interpretato dal 2014 al 2017 dall'attrice scozzese Michelle Gomez. Il personaggio è noto come Missy, abbreviazione di "Mistress", femminile di "Master", nome del Maestro nella versione originale. Il finale della decima stagione, Tutto il tempo del mondo / La caduta del Dottore, affronta la questione diverse volte; il Dottore dice alla compagna Bill Potts (Pearl Mackie) di aver avuto una cotta per Missy, e aggiunge di essere "abbastanza" sicuro che al tempo fosse un uomo, ma di non ricordare esattamente.

### Casting di Whittaker
Riferendosi alla possibilità di una donna nel ruolo del Dottore, il futuro showrunner Chris Chibnall ha affermato nel febbraio 2017 di non escluderne la possibilità, ma che la scelta di un'eventuale attrice non sarebbe stata solo un espediente. Il 14 luglio 2017, la BBC ha annunciato che l'interprete del Tredicesimo Dottore sarebbe stato rivelato il 16 luglio dopo le finali del torneo di Wimbledon del 2017. Subito dopo l'annuncio, il favorito era l'attore di Delitti in Paradiso Kris Marshall, soppiantato, solamente 24 ore dopo, da Jodie Whittaker, conosciuta per il suo ruolo di Beth Latimer nella serie Broadchurch di Chibnall. La scelta di Whittaker è stata finalmente annunciata il 16 luglio, e l'attrice ha fatto il suo debutto nello speciale natalizio del 2017 C'era due volte. A proposito del casting di Whittaker, Chibnall ha affermato di aver sempre voluto un Tredicesimo Dottore donna, di essere entusiasta di avere scelto un'attrice numero uno per il ruolo e che la sua audizione li aveva molto colpiti. In una sua successiva dichiarazione, Chibnall ha definito Whittaker una forza della natura divertente, stimolante e super-intelligente che porterà un sacco di arguzia, forza e calore al ruolo.

## Aspetto
Le prime immagini del costume di Whittaker nel ruolo del Dottore sono state pubblicate il 9 novembre 2017. Indossa dei pantaloni blu a vita alta con delle bretelle gialle, una maglia blu con righe arcobaleno, un cappotto lilla-azzurro e degli stivali marroni. Il completo del nuovo Dottore è stato accolto con entusiasmo, qualcuno ha notato delle similitudini con i costumi dei primi Dottori, mentre altri hanno notato delle somiglianze con l'abito indossato da Robin Williams nella sitcom Mork & Mindy degli anni settanta.

## Accoglienza
La reazione dei fan alla scelta di Whittaker è stata in gran parte positiva, anche se non è mancata una minoranza negativa. Alcuni hanno affermato che un Dottore donna possa rappresentare un buon modello per giovani ragazze, mentre altri ritenevano che il Dottore sia un ruolo prettamente maschile, o hanno criticato la scelta come politicamente corretta. Durante il San Diego Comic Con International, lo showrunner uscente Steven Moffat ha negato che ci fossero state ripercussioni nella scelta di Whittaker, dichiarando un'approvazione dell'80% nei social media. Moffat si è detto colpito dal fatto che i fan di Doctor Who fossero più entusiasti all'idea di un'attrice brillante a recitarne la parte, piuttosto che al fatto che sia una donna.
La giornalista del Guardian Zoe Williams ha definito Whittaker come "la femminista rivoluzionaria di cui abbiamo bisogno", lodando la decisione in quanto "differenza tra tollerare la modernità e abbracciarla". Ha paragonato la scelta di un Dottore donna ad altri esempi che infrangono tabù culturali, menzionando il Capitano Jack Harkness (John Barrowman) e Bill Potts (Pearl Mackie) come esempi della diversità della serie.
(Colin Baker, 17 luglio 2017)
Le reazioni dei precedenti attori di Doctor Who sono state positive. Colin Baker, che interpretava il Sesto Dottore, citando il suo personaggio negli episodi The Caves of Androzani e The Twin Dilemma, ha twittato "Change my dears and not a moment too soon—she IS the Doctor whether you like it or not!" (Cambiamento, miei cari, e non un attimo troppo presto — lei È il Dottore, che vi piaccia o no!). Per il Guardian, Baker ha scritto di non aver mai avuto alcun motivo di pensare che il Dottore non potesse essere una donna, e si è definito scioccato che alcuni fan della serie avessero minacciato di smettere di guardare la serie a causa del casting di Whittaker. Al contrario, Peter Davison, che interpretava il Quinto Dottore, ha dichiarato che il casting avrebbe potuto significare la perdita di un modello per i ragazzi, sottolineando, tuttavia, quanto Whittaker sia un'attrice straordinaria e che farà un ottimo lavoro nel ricoprire il ruolo. Tom Baker, che interpretava il Quarto Dottore, ha reagito positivamente alla notizia. Sebbene abbia suggerito di sostituire Whittaker in caso gli spettatori perdano interesse, ha anche aggiunto che non è mai accaduto che un attore non fosse all'altezza, e che avere una donna a interpretare il ruolo è una cosa positiva. Freema Agyeman, che ha interpretato il personaggio Martha Jones tra il 2007 e il 2010, si è detta sbalordita dalle reazioni negative di alcuni fan, e che nella storia della serie il cambiamento è stato un punto chiave della sua forza e longevità. I vecchi membri del cast Christopher Eccleston, David Tennant, Billie Piper, Karen Gillan e John Barrowman hanno reagito positivamente alla notizia.

## Apparizioni

### Undicesima stagione
Il Tredicesimo Dottore ha fatto il suo debutto al termine dell'episodio speciale natalizio C'era due volte, a seguito della rigenerazione del Dodicesimo Dottore per le ferite riportate in una battaglia contro i Cybermen. Dopo essersi rigenerata, il Dottore precipita dal TARDIS e, nella premiere della serie La donna che cadde sulla terra, atterra a Sheffield, dove fa amicizia con l'autista di autobus in pensione Graham O'Brien, il nipote di sua moglie Ryan Sinclair e l'agente di polizia Yasmin "Yaz" Khan, con i quali respinge con successo un cacciatore di alieni della bellicosa razza Stenza. Il Dottore costruisce un dispositivo per riportarla al TARDIS, ma teletrasporta accidentalmente i suoi nuovi amici con lei; il gruppo l'aiuta a recuperare il TARDIS su un mondo alieno. Dopo un viaggio nell'Alabama dell'era della segregazione, Graham, Ryan e Yaz accettano di essere suoi compagni a tempo pieno. I viaggi successivi includono la visita alla nonna di Yaz nel 1947 e assistere alla spartizione dell'India; impedire un piano per uccidere milioni di persone in tutta la galassia come parte di una protesta sindacale; e respingere un'invasione aliena insieme a Giacomo VI nel Lancashire giacobino. Nel finale della serie, il Dottore viene coinvolto in un secondo confronto con la Stenza che ha affrontato a Sheffield. Nello speciale di Capodanno Propositi, i suoi amici incontrano per la prima volta un Dalek quando viene risvegliato dagli archeologi a Sheffield. Egli viene sconfitto prima che possa segnalare una più ampia invasione di Dalek sulla Terra.   

### Dodicesima stagione
Nella dodicesima stagione il Dottore affronta nuovamente la sua nemesi, il Maestro, che rivela di aver distrutto il loro pianeta natale Gallifrey per vendicarsi dei Signori del Tempo che hanno mentito loro sulle origini della loro specie, riguardo alla storia del "bambino senza tempo". In In fuga dai Judoon, incontra una sua incarnazione passata (interpretata da Jo Martin) di cui non ha memoria, e scopre che il suo ex compagno Jack Harkness le ha inviato un avvertimento "Non dare al Cyberman Solitario ciò che vuole". Il Dottore si vede costretta ad ignorare questo avvertimento in I fantasmi di Villa Diodati, quando consegna a un Cyberman parzialmente convertito proveniente dal futuro un compendio contenente tutta la conoscenza del Cyber-Impero caduto, al fine di salvare la vita di Percy Shelley. Il Dottore e i suoi amici inseguono il Cyberman Solitario nel futuro e all'indomani delle Cyber-Guerre in L'Ascensione dei Cybermen, dove ha messo in moto un piano per ricostruire il Cyber-Impero e spazzare via tutta la vita nell'universo. Mentre gli ultimi superstiti umani affrontano la distruzione per mano dei Cybermen, il Dottore viene trascinata attraverso un portale per Gallifrey dal Maestro, dove apprende una terribile verità sul suo passato: lei è in infatti la Bambina Senza Tempo, un'orfana proveniente da un mondo sconosciuto il cui potere unico di rigenerarsi è stato studiato e replicato dalla madre adottiva, Tecteun, la cui gente lo ha utilizzato per costruire l'impero dei Signori del Tempo. Questi la costrinsero quindi a lavorare per loro come agente della segreta "Divisione" per molti anni prima di cancellare i suoi ricordi. Il Dottore impedisce il piano del Maestro di conquistare l'universo con una nuova razza di ibridi Cybermen-Signori del Tempo chiamati "CyberMaestri", ma viene poi arrestata dai Judoon. Viene fatta evadere di prigione da Jack Harkness nello speciale di Capodanno Revolution of the Daleks, e con il suo aiuto impedisce un tentativo di conquista della Terra da parte dei Dalek. Dopo questa avventura, Ryan e Graham scelgono di restare sulla Terra, lasciando Yaz come unico compagno di viaggio del Dottore.

### Tredicesima stagione
In questa stagione, al Dottore e Yaz si unisce il nuovo compagno Dan Lewis mentre Swarm, un nemico del passato dimenticato del Dottore come agente della Divisione, ritorna per vendicarsi di lei. Allo stesso tempo, il Flusso, un evento cosmico che ha il potere di distruggere intere galassie, squarcia l'universo e Sontaran , Dalek, Cybermen e Angeli Piangenti iniziano ad ammassarsi. Swarm e sua sorella Azure tentano di intrappolare l'universo in un ciclo in cui verrà continuamente distrutto dal Flusso, mentre i Sontaran tentano di sopravvivere facendo in modo che la materia combinata delle flotte dei Dalek e dei Cybermen assorba e fermi il Fluso. Una razza aliena chiamata Lupari, nel frattempo, difende la Terra dall'evento apocalittico. Il Dottore riesce a dividersi in tre entità temporali, una lasciandosi torturare da Swarm alla Divisione, mentre le altre due sabotano il piano dei Sontaran in modo che vengano distrutti con i Dalek e i Cybermen, prima che il Dottore reindirizzi in sicurezza il Flusso. La crisi si conclude con Dan che si unisce ufficialmente al Dottore e Yaz come compagno, mentre il Dottore riceve un avvertimento che la sua fine si sta avvicinando. 

### Speciali 2022
Da capodanno a ottobre 2022 vengono trasmessi 3 speciali dedicati alla conclusione delle avventure del Tredicesimo Dottore. In Eve of the Daleks il Dottore e i suoi amici vengono coinvolti in un loop temporale in cui devono salvarsi dai Dalek.
In Legend of the Sea Devils, Yaz confessa al Dottore di nutrire sentimenti per lei, ma il Dottore la scoraggia dicendole che porterà solo a crepacuore per entrambe. In The Power of the Doctor, il Maestro ritorna insieme ai suoi CyberMaestri in un'alleanza con i Dalek per eliminare il Dottore una volta per tutte rubandole il corpo attraverso una rigenerazione forzata. Sebbene sconfitto di poco da Yaz e da alcuni amici e compagni del passato del Dottore, il Maestro è in grado di sferrare un attacco laser fatale sul Dottore. Quando inizia il suo processo di rigenerazione, sceglie di trascorrere i suoi ultimi momenti con Yaz prima di separarsi da lei. Da sola, il Dottore si rigenera su una scogliera e scopre che il suo nuovo corpo è uguale a uno che ha già avuto.